# Университет Эсватини
Университет Эсватини (англ. University of Eswatini, UNESWA), ранее университет Свазиленда (англ. University of Swaziland, UNISWA) — главное высшее учебное заведение Эсватини.
Учрежден парламентским актом 1982 года, когда был выделен из основанного в 1964 году Университета Ботсваны, Лесото и Свазиленда (также ранее известного как «Университет Басутоленда, Бечуаналенда и Свазиленда»).
Представительскую должность канцлера как главы UNESWA занимает король Эсватини Мсвати III. Текущее руководство осуществляет вице-канцлер.

## Структура
Университет включает в себя семь факультетов и два института:
- Аграрный факультет — основан в 1966 году как независимый Свазилендский аграрный колледж и университетский центр.
- Коммерческий факультет
- Педагогический факультет
- Медицинский факультет
- Гуманитарный факультет
- Факультет естественных наук и инженерии
- Факультет общественных наук
- Институт дистанционного образования
- Институт последипломного образования

Также в структуру UNESWA входят несколько исследовательских центров и институтов.
Университет издает периодические научные издания:
- «UNESWA Research Journal of Agriculture, Science and Technology»[5]
- «UNESWA Research Journal»[6]

UNESWA содержит крупнейшую библиотеку Эсватини с филиалами во всех кампусах.

## Кампусы
Университетские факультеты расположены в трех кампусах:
- главный кампус в Квалусени — старейший, построен при спонсорстве Великобритании, США, Канады и компании Anglo American;
- кампус в Мбабане — медицинский факультет;
- кампус в Луенго — аграрный факультет.